# Atelopus ignescens
Espèce
Synonymes
- Phryniscus ignescens Cornalia, 1849
- Phryniscus laevis Günther, 1858
- Atelopus carinatus Andersson, 1945

Statut de conservation UICN

 CR  : 
En danger critique
Atelopus ignescens, connu comme jambato negro en Équateur, est une espèce d'amphibiens de la famille des Bufonidae. Considérée comme éteinte depuis 1988, notamment à cause de la maladie mortelle provoquée par un champignon parasite, elle fait partie de quatre espèces d'amphibiens redécouvertes récemment en Équateur et en Colombie.

## Description
En moyenne, le mâle mesure 37,8 mm de longueur rostro-cloacale et la femelle 42,5 mm. Le dos et les flancs sont noirs de jais, avec de petites verrues arrondies. Le ventre est ridé et de couleur orange vif à rouge vif, plus foncé dans la région gulaire et plus clair sur le bas-ventre. Les surfaces ventrales des membres sont noires, à l'exception des membres antérieurs inférieurs, qui sont rouges à orange. L'iris est noir.

## Habitat
Cette espèce est endémique d'Équateur. Elle se rencontrait autrefois fréquemment dans les forêts humides montagnardes et les paramos, entre 2 800 et 4 200 m d'altitude, de la province d'Imbabura à celles de Chimborazo et de Bolívar.
Elle est capable de survivre dans des habitats modifiés par l'homme, ayant même été rencontrée dans les franges urbaines de Quito, Ambato et Latacunga. Son aire de répartition s'étend de la province d'Imbabura au nord aux provinces de Chimborazo et de Bolívar au sud.

## Redécouverte
Le processus d'extinction de cette espèce, qui était actée depuis 1988, est lié à de multiples facteurs, parmi lesquels le changement climatique[Information douteuse], les ravages de la chytridiomycose des amphibiens due au champignon aquatique chytride (Batrachochytrium dendrobatidis), la perte de leur habitat et l'introduction de prédateurs étrangers,.
Or, en mai 2016, les scientifiques du Centre Jambatu de la Fondation Otonga et de l'Ikiam annoncent avoir validé la redécouverte de cette espèce. Le jambato noir a été observé pour la première fois par un prêtre salésien et une famille de paysans. Les experts Luis Coloma, Giovanni Onore et Elicio Tapia ont ensuite certifié le constat.

## Publication originale
- Cornalia, 1849 : Vertebratorum synopsis in Museo mediolense extantium quae per Novam orbem Cajetanus Osculati colegit annis 1846-47-48 speciebus novis vel minus cognitis adjectis nec non descriptionibus atque iconibus illustratis curante.